# Стрельское сельское поселение
Стрельское сельское поселение — упразднённое муниципальное образование в составе Опаринского района Кировской области России.
Центр — деревня Стрельская.

## История
Стрельское сельское поселение образовано 1 января 2006 года согласно Закону Кировской области от 07.12.2004 № 284-ЗО, в его состав вошли Стрельский и Шабурский сельские округа.
5 июля 2011 года Законом Кировской области № 18-ЗО в состав поселения включён посёлок Верхняя Волманга из упразднённого Верхневолмангского сельского поселения.
К 2021 году упразднено в связи с преобразованием муниципального района в муниципальный округ.

## Население
| 2010 | 2012 | 2013 | 2014 | 2015 | 2016 | 2017 |
| ---- | ---- | ---- | ---- | ---- | ---- | ---- |
| 401  | ↗573 | ↗579 | ↘528 | ↘462 | ↘449 | ↘427 |
| 2018 | 2019 | 2020 | 2021 |      |      |      |
| ↘399 | ↘376 | ↘375 | ↘302 |      |      |      |

## Состав
В состав поселения входят 14 населённых пунктов (население, 2010):
| - деревня Стрельская — 212 чел.; - деревня Волгарица — 1 чел.; - деревня Дуванное — 43 чел.; - деревня Кокоулинская — 1 чел.; - деревня Лукинская — 0 чел.; - деревня Мамошино — 0 чел.; - деревня Сапоговская — 39 чел.; | - деревня Слудка — 0 чел.; - деревня Чалбун — 4 чел.; - деревня Шабурская — 0 чел.; - село Шабуры — 73 чел.; - село Шадрино — 15 чел.; - деревня Шадринская — 13 чел.; - посёлок Верхняя Волманга — 201 чел. |